# Kjeld Langes Gade
Kjeld Langes Gade er en gade i det indre København mellem Nørre Søgade og Nansensgade. Den er navngivet i 1955 efter Oberst Kjeld Lange. Han var chef for Studenterkorpset under Københavns belejring (1658-1660) og dræbtes på volden af en svensk kugle i 1658.
Fra 1883 til 1955 hed gaden H.C. Andersens Gade efter digteren H.C. Andersen (1805-1875), men i forbindelse med 150 året for dennes fødselsdag d. 2 april 1955, blev Vester Boulevard navngivet H.C. Andersens Boulevard.